# Volume 7 (álbum de Aviões do Forró)
Volume 7 é o sétimo álbum de estúdio da banda brasileira Aviões do Forró, lançado em 22 de abril de 2010 pela gravadora brasileira Som Livre.

## Antecedentes
Depois do lançamento de Volume 6, com músicas como "Chupa que É de Uva", "Mulher não Trai, Mulher se Vinga" e "Se Não Valorizar", o Aviões do Forró atraiu a atenção da gravadora Som Livre, o que marcou sua transição de banda independente para grupo distribuído por um grande selo.

## Produção
Além de compositores habituais como Dorgival Dantas, que já tinha escrito outros sucessos da banda, o projeto também conteve participação de outros letristas. Na época, Solange Almeida disse: "Foi um CD bem estudado. Recebemos músicas de novos compositores, inclusive de Salvador".

## Lançamento
Volume 7 foi lançado em abril de 2010 pela gravadora brasileira Som Livre em CD e em formato digital. Como músicas de trabalho, a banda deu ênfase em "Pegadinha do Inglês", "Feito Capim" e "Dá Beijinho que Passa". Além de "Pegadinha do Inglês" e "Dá Beijinho que Passa", "Se Livra Dela" e "Se Deu Mal" foram regravadas para o projeto Ao Vivo em Salvador, lançado em 2011.
Em 2022, o álbum recebeu certificação de disco de ouro pela Pro-Música Brasil.

## Vendas e certificações
| País   | Associação de gravadoras | Certificação | Vendas   |
| ------ | ------------------------ | ------------ | -------- |
| Brasil | Pro-Música Brasil        | - Ouro       | - 40.000 |

## Lista de faixas
A seguir lista-se as faixas, compositores e durações de cada canção de Volume 7:
| N.º            | Título                           | Compositor(es)                                                           | Vocais                     | Duração |  |
| 1.             | "Pegadinha do Inglês"            | Nego John                                                                | Solange Almeida Xand Avião | 3:14    |  |
| 2.             | "Coração Teimoso"                | Dorgival Dantas                                                          | Xand Avião                 | 3:28    |  |
| 3.             | "Feito Capim"                    | Elvis Pires Rodrigo Mell                                                 | Solange Almeida            | 2:36    |  |
| 4.             | "Se Deu Mal"                     | Chrystian Lima Pires Mell                                                | Xand Avião                 | 3:00    |  |
| 5.             | "Dá Beijinho que Passa"          | Jailton Domingos Pereira Leandro Lopes de Souza Ione Conceição dos Anjos | Xand Avião Solange Almeida | 3:44    |  |
| 6.             | "Se Livra Dela"                  | Lima Ivo Lima                                                            | Solange Almeida            | 2:58    |  |
| 7.             | "Motivos pra Beber"              | Zélia Santti José Maria de Souza e Silva                                 | Xand Avião                 | 3:06    |  |
| 8.             | "Está Carente"                   |                                                                          | Solange Almeida            | 3:36    |  |
| 9.             | "Bem Feito"                      | Os Nonatos                                                               | Xand Avião                 | 2:40    |  |
| 10.            | "O Saco e o Lixo"                | Lima Leonardo Ferreira Moraes                                            | Solange Almeida            | 3:14    |  |
| 11.            | "Pare com Isso"                  | Nonatos                                                                  | Xand Avião                 | 3:29    |  |
| 12.            | "Já Foi"                         | Santti Souza e Silva                                                     | Solange Almeida            | 3:15    |  |
| 13.            | "Coração Traiçoeiro"             | Rita de Cássia                                                           | Solange Almeida            | 3:43    |  |
| 14.            | "Pare de Fumar (Solta o Tabaco)" | Paulynho Paixão                                                          | Xand Avião                 | 3:02    |  |
| 15.            | "Quando eu Sair"                 |                                                                          | Solange Almeida            | 3:18    |  |
| 16.            | "Forró só Presta Assim"          | Dantas                                                                   | Xand Avião                 | 3:44    |  |
| 17.            | "Não Tô Bebendo Nada"            | Santti Souza e Silva                                                     | Xand Avião                 | 3:16    |  |
| Duração total: | Duração total:                   | Duração total:                                                           | Duração total:             | 55:24   |  |